# 萝谢尔·史蒂文斯
萝谢尔·史蒂文斯（英語：Rochelle Stevens，1966年9月8日—），美国女子田径运动员。她曾代表美国参加1992年和1996年夏季奥林匹克运动会田径比赛，获得一枚金牌和一枚银牌。